# Mount Bartlett (Enderbyland)
Mount Bartlett ist ein rund 400 m hoher Berg im ostantarktischen Enderbyland. Er ragt 5 km südöstlich des Mount Storer in den Tula Mountains auf. 
Kartiert wurde er anhand von Luftaufnahmen, die 1956 und 1957 im Rahmen der Australian National Antarctic Research Expeditions entstanden. Das Antarctic Names Committee of Australia (ANCA) benannte den Berg nach Allan James Bartlett (1912–1989), einem Teilnehmer der British Australian and New Zealand Antarctic Research Expedition (BANZARE, 1929–1931) unter der Leitung des australischen Polarforschers Douglas Mawson.